# Districtul Kerzaz
Kerzaz este un district din provincia Béchar, Algeria.